# Cesio (Italia)
Cèsio (Cêxi in ligure) è un comune italiano di 257 abitanti della provincia di Imperia in Liguria.

## Geografia fisica
Il territorio di Cesio è situato con gli abitati di Cesio e Arzeno d'Oneglia nell'alta valle del torrente Impero, sul fianco sinistro del rio Tresenda, lungo la vecchia strada del colle di Nava, a 5 km dal valico di colle San Bartolomeo, con l'abitato di Cartari nella valle del torrente Arroscia.
Tra le vette della zona il monte Arosio (812 m), il monte Mucchio di Pietre (770 m) e il monte Verderi (747 m). Valicando il passo del Ginestro (677 m s.l.m.) è possibile il raggiungimento della val Merula e della val Lerrone e quindi la provincia di Savona.

## Origini del nome
L'antico toponimo di Cesio potrebbe essere identificato con il termine Céxeno, citato nel 1150 in merito alla riscossione delle decime religiose presso il territorio della valle del Maro. Intorno al XIV secolo il nome mutò in Cezio, così come attesterebbe un documento del 1346 indicante un certo Facius Ferrerius de Cezio.
Secondo altri il nome deriverebbe dal dialettale Cexi (ceci), ancora oggi utilizzato per indicare il nome del paese, e sarebbe dovuto al fatto che prima della coltivazione intensiva dell'ulivo, quella dei ceci era la coltivazione più diffusa.

## Storia

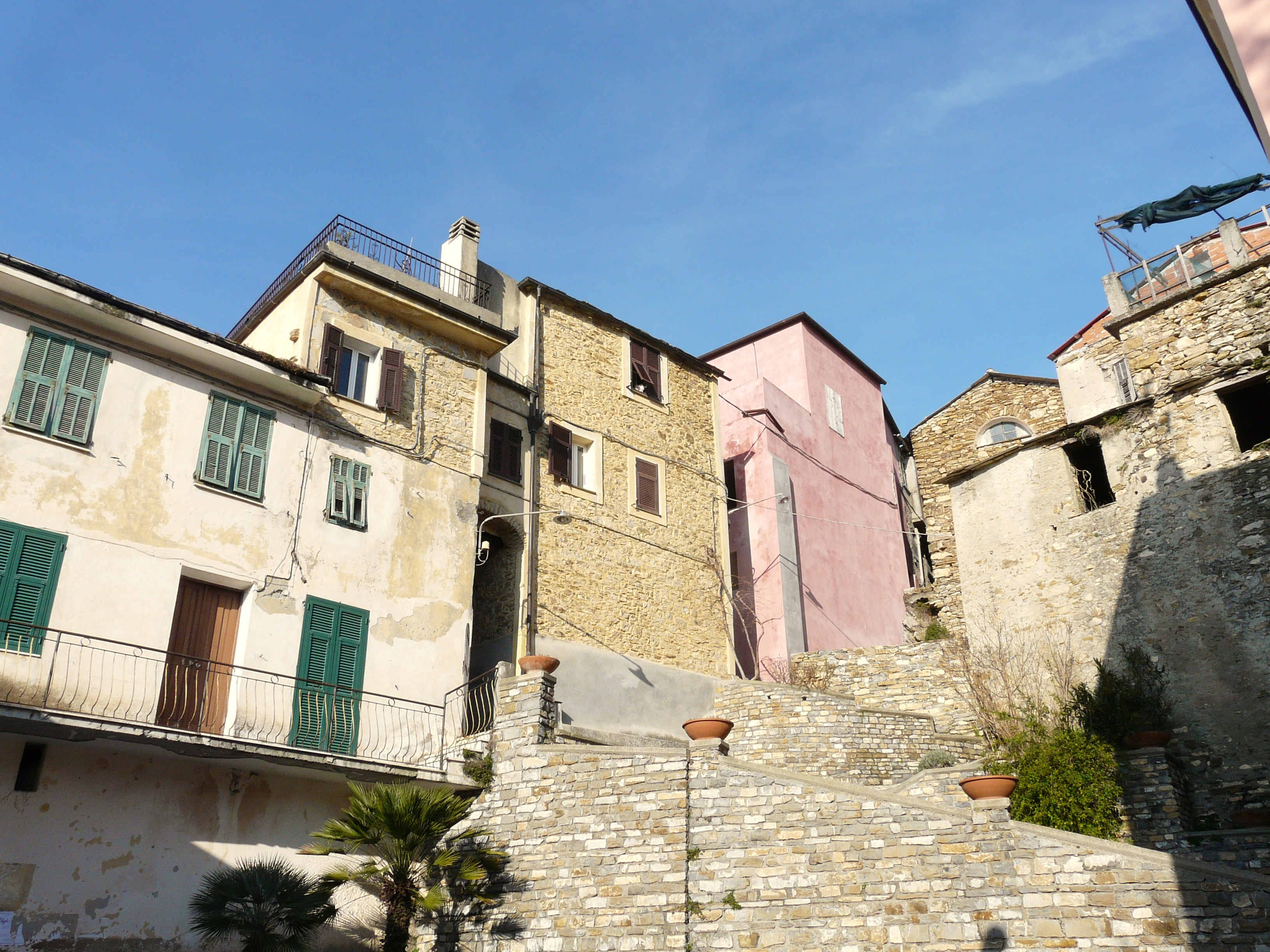
Scorcio del centro storico cesiasco

Le prime testimonianze scritte sul borgo di Cesio compaiono nel XII secolo quando il territorio, appartenente al vescovo della diocesi di Albenga, è citato tra i borghi della valle di Oneglia e del Maro in merito alle riscossioni delle decime. Amministrativamente Cesio era inserita nella cosiddetta Castellanìa di Mont'Arosio assieme alle località di Gazzelli, Chiusanico, Torria e Chiusavecchia e altri borghi della vicina val Merula.
Nel XIII secolo tutta l'area cesiasca entrò a far parte dei territori feudali dei conti di Ventimiglia nella valle del Maro e di Oneglia; furono i conti ventimigliesi ad erigere presso le vette del monte Arosio, monte Baraccone e monte Torre e presso la frazione di Cartari una serie di fortificazioni per l'avvistamento e possibilmente di difesa.
Nel 1233 fu tra i borghi fondatori del nuovo centro di Pieve di Teco, mentre al 9 ottobre 1301 risale la cessione del feudo da parte del signore del Maro Oberto di Ventimiglia a Federico Doria per la somma di 1600 lire genovesi; la Signoria dei Doria su Cesio continuò oltre al 1576. In tale anno mentre Oneglia e la sua valle furono cedute al Ducato di Savoia del duca Emanuele Filiberto; (incluso il borgo di Arzeno mentre Cartari rimase tra i possedimenti della Repubblica di Genova.) Cesio, unitamente alla vicina Testico, rimase signoria particolare del Doria marchese di Cirié e ciò sino al 1735.
Annessa al successivo Regno di Sardegna dal 1735 la comunità di Cesio assistette tra la fine del Settecento e l'inizio dell'Ottocento, in occasione dei primo scontri correlati alle campagne napoleoniche in Italia, a cruente e sanguinose battaglie sul suo territorio come quella del 6 maggio del 1800 dove Austriaci e Francesi si scontrarono per il dominio delle terre; l'esercito d'oltralpe, sconfitto, si dovette ritirare a Nizza. O, ancora, nel 1801 quando circa cinquecento predoni provenienti dalle vicine valli Arroscia, Lerrone e Oneglia misero a ferro e fuoco il paese tra uccisioni, furti di bestiame e devastazioni.

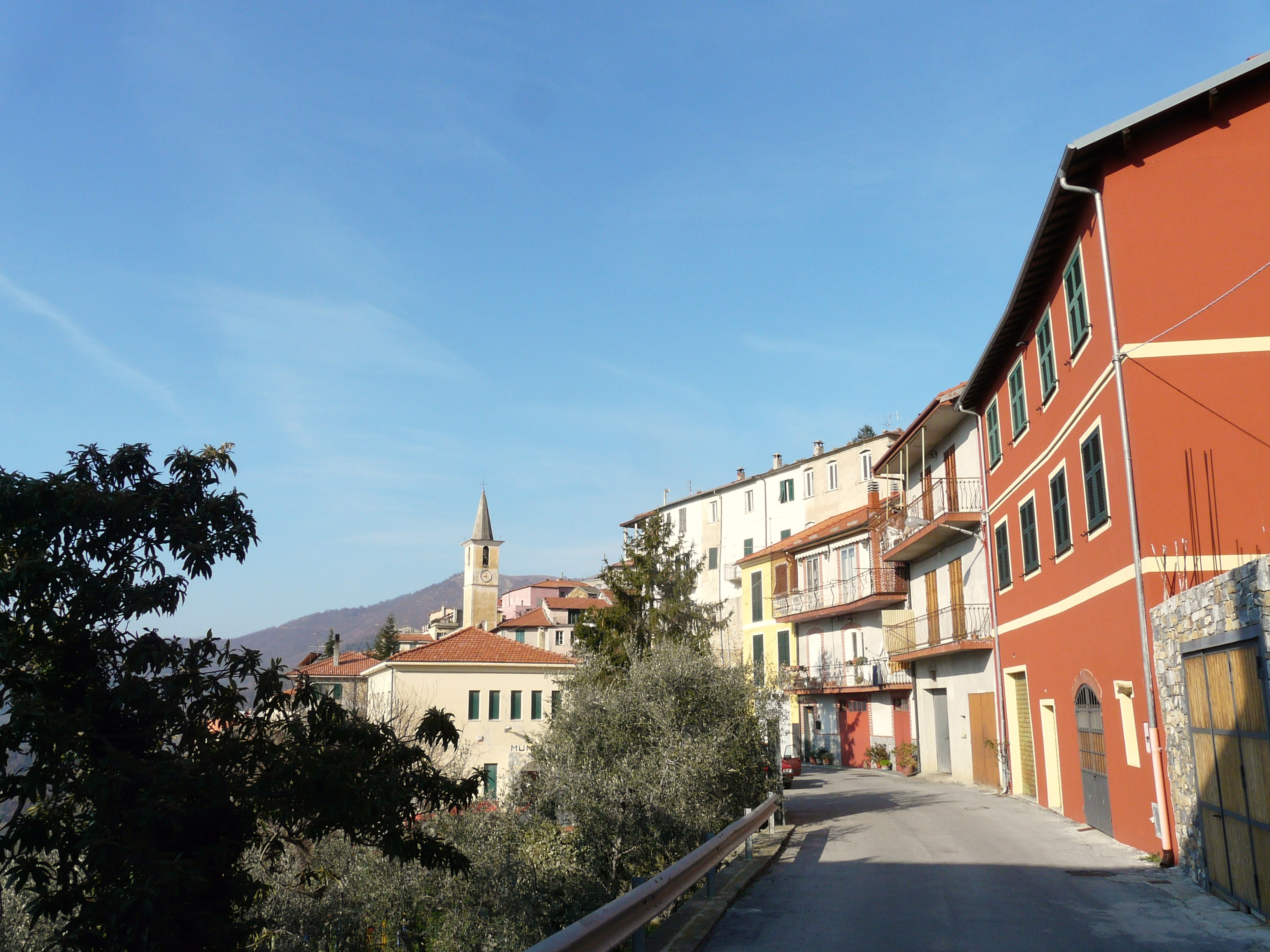
Altro scorcio di Cesio

Con la dominazione napoleonica le municipalità di Cesio, Arzeno e Cartari (quest'ultimo unito a Calderara, frazione odierna di Pieve di Teco) confluirono tra il 1801 e il 1803 nella Repubblica Ligure andando a costituire il II cantone di Val di Maro nella Giurisdizione degli Ulivi. Nel 1804 la municipalità di Cesio fu soppressa e unita alla municipalità di Torria.
Annessi al Primo Impero francese, dal 13 giugno 1805 al 1814 i territori furono inseriti nel Dipartimento di Montenotte sotto l'arrondissement di Porto Maurizio.
Nuovamente inglobati nel Regno di Sardegna dal 1815, così come stabilito dal Congresso di Vienna del 1814, e con Cesio nuovamente comune autonomo da Torria, confluirono nel Regno d'Italia dal 1861. Dal 1859 al 1927 i tre comuni furono divisi in due diversi mandamenti: Cesio e San Bartolomeo ed Arzeno nel I mandamento di Borgomaro; Cartari-Calderara nel V mandamento di Pieve di Teco, entrambi del circondario di Porto Maurizio facente parte della provincia di Porto Maurizio e, con la sua costituzione, della successiva provincia di Imperia. Tra il 1923 e il 1925 il comune di Cesio fu unito al territorio comunale di Chiusavecchia come frazione.
Gli ultimi aggiustamenti territoriali risalgono al 1929 quando gli fu annesso l'ex comune di Arzeno d'Oneglia (San Bartolomeo fu unita, come frazione, al comune di Caravonica) e Cartari facente parte fino ad allora dell'ex comune di Cartari e Calderara (Calderara divenne invece frazione di Pieve di Teco mentre l'ex frazione del soppresso comune, Siglioli, fu unita a Vessalico).
Dal 1973 al 31 dicembre 2008 ha fatto parte della Comunità montana dell'Olivo e, con le nuove disposizioni della Legge Regionale n° 24 del 4 luglio 2008, fino al 2011 della Comunità montana dell'Olivo e Alta Valle Arroscia. Dal 2014 al 2019 ha fatto parte dell'Unione dei comuni della Val Merula e di Montarosio.

### Simboli
Stemma

## Monumenti e luoghi d'interesse

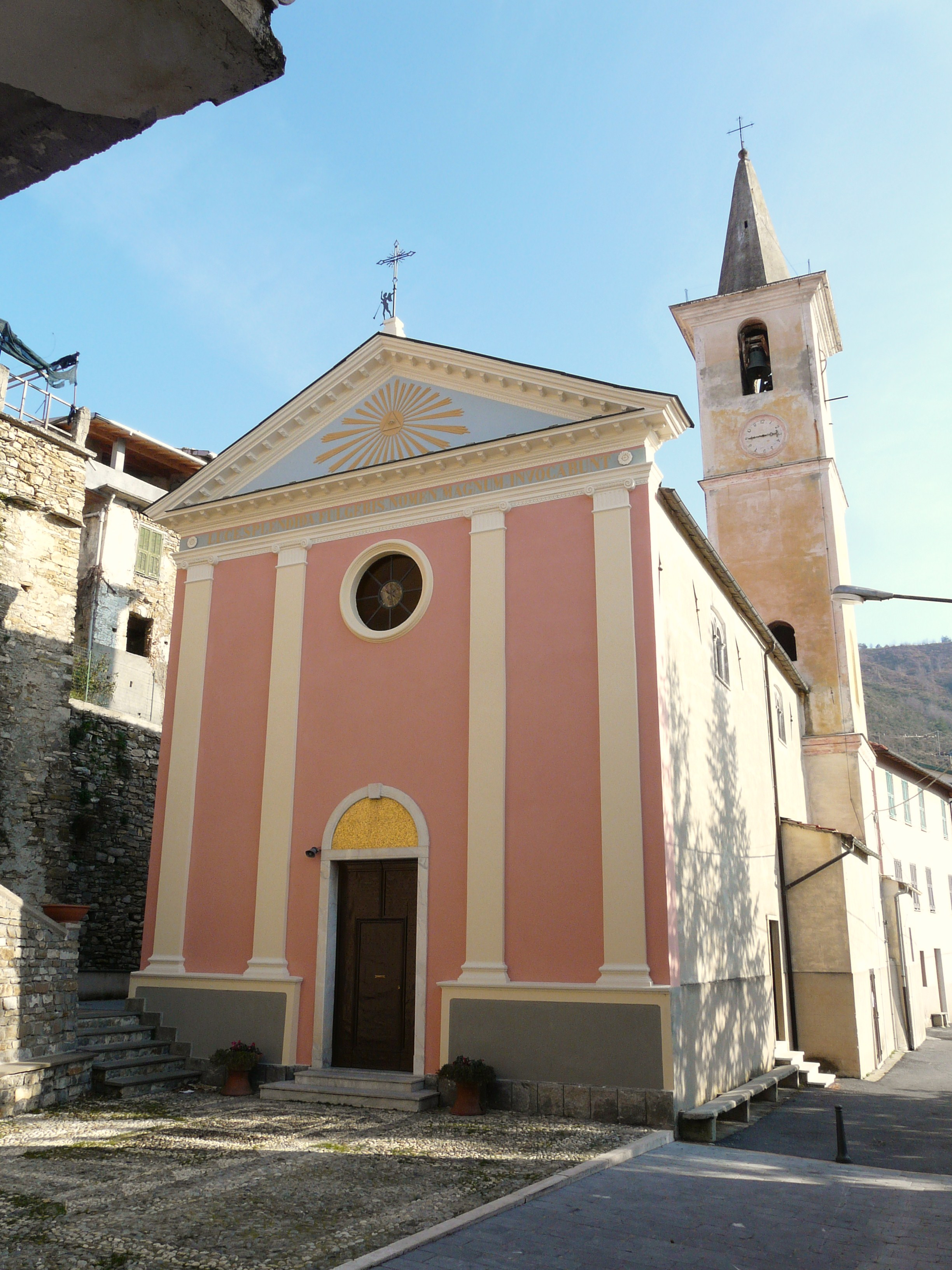
La chiesa di Santa Lucia

### Architetture religiose
- Chiesa parrocchiale di Santa Lucia nel centro storico del capoluogo. Eretta in stile tardo barocco e ad unica navata, conserva l'antica fonte battesimale del Quattrocento e alcune tele databili tra il Cinquecento e il Seicento.
- Oratorio di San Giovanni Battista nel centro storico del capoluogo.
- Santuario della Beata Vergine Addolorata nel capoluogo, ma ubicato in zona collinare tra uliveti. Il primo impianto dell'edificio è risalente al XIII secolo e fu l'unica parrocchiale di Cesio fino al 1585. Spostato il titolo nella nuova chiesa di Santa Lucia, il santuario venne ampliato ad unica aula e preceduto da un piccolo portico nel corso del XVII secolo. Conserva un'immagine ritraente la Madonna dei sette dolori tra i santi Giovanni Battista e Maria Maddalena e il corpo di Gesù.
- Cappella di San Gottardo nella zona cimiteriale del capoluogo.
- Chiesa parrocchiale di San Benedetto nella frazione di Arzeno d'Oneglia. Ha la particolarità di avere il campanile in pietra a vista che viene attraversato dal vicolo pedonale che congiunge piazza del Popolo con la piazzetta della chiesa.
- Oratorio di Arzeno d'Oneglia, posto di fianco alla chiesa parrocchiale ed alla piazza principale del borgo, recentemente restaurata a cura della popolazione del paese.
- Cappella di San Martino nella frazione di Cartari.

### Architetture civili
- Palazzo della famiglia de Thomatis nella frazione di Arzeno d'Oneglia.

## Società

### Evoluzione demografica
Abitanti censiti

### Etnie e minoranze straniere
Secondo i dati Istat al 31 dicembre 2019, i cittadini stranieri residenti a Cesio sono 32.

## Geografia antropica

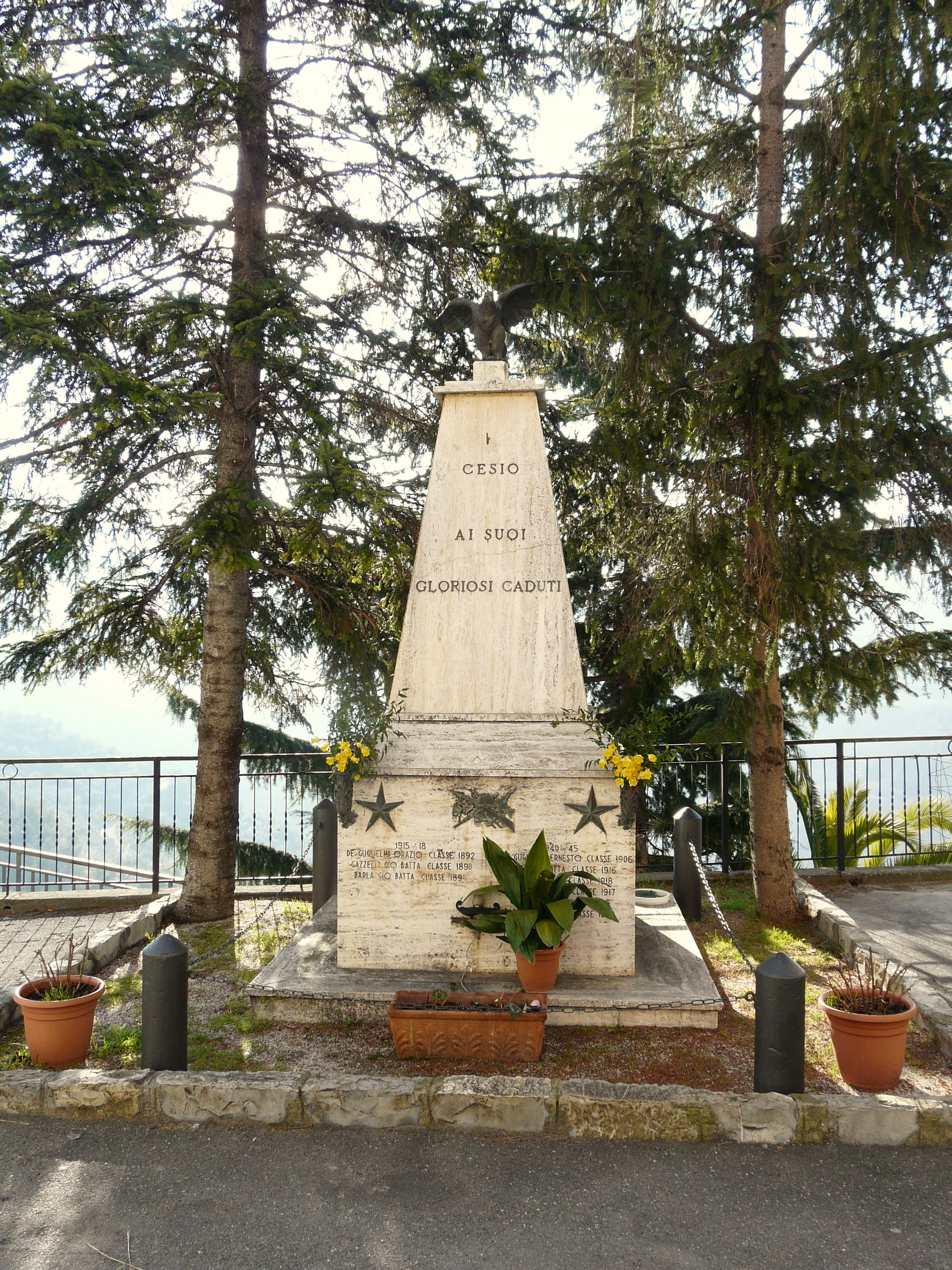
Il monumento ai caduti

Il territorio comunale è costituito, oltre il capoluogo, dalle tre frazioni di Arzeno d'Oneglia, Cartari e Colle San Bartolomeo per un totale di 8,86 km2.
Confina a nord con il comune di Vessalico, a sud con Chiusanico, ad ovest con Pieve di Teco e Caravonica e ad est con Casanova Lerrone (SV) e Testico (SV).

## Economia
Basa la sua principale attività economica sull'attività agricola specie nella olivicoltura.

## Infrastrutture e trasporti

### Strade
Il territorio di Cesio è attraversato principalmente dalla strada provinciale 95 la quale permette il collegamento stradale ad ovest con i territori comunali di Caravonica e Pieve di Teco innestandosi con la provinciale 20 presso il Colle San Bartolomeo e a sud con Chiusanico (SP 95 e SP 29).
Attraverso il valico del passo del Ginestro, lungo la provinciale 23, è inoltre possibile il collegamento con la val Merula, nella provincia savonese, e con il centro di Testico.

## Amministrazione

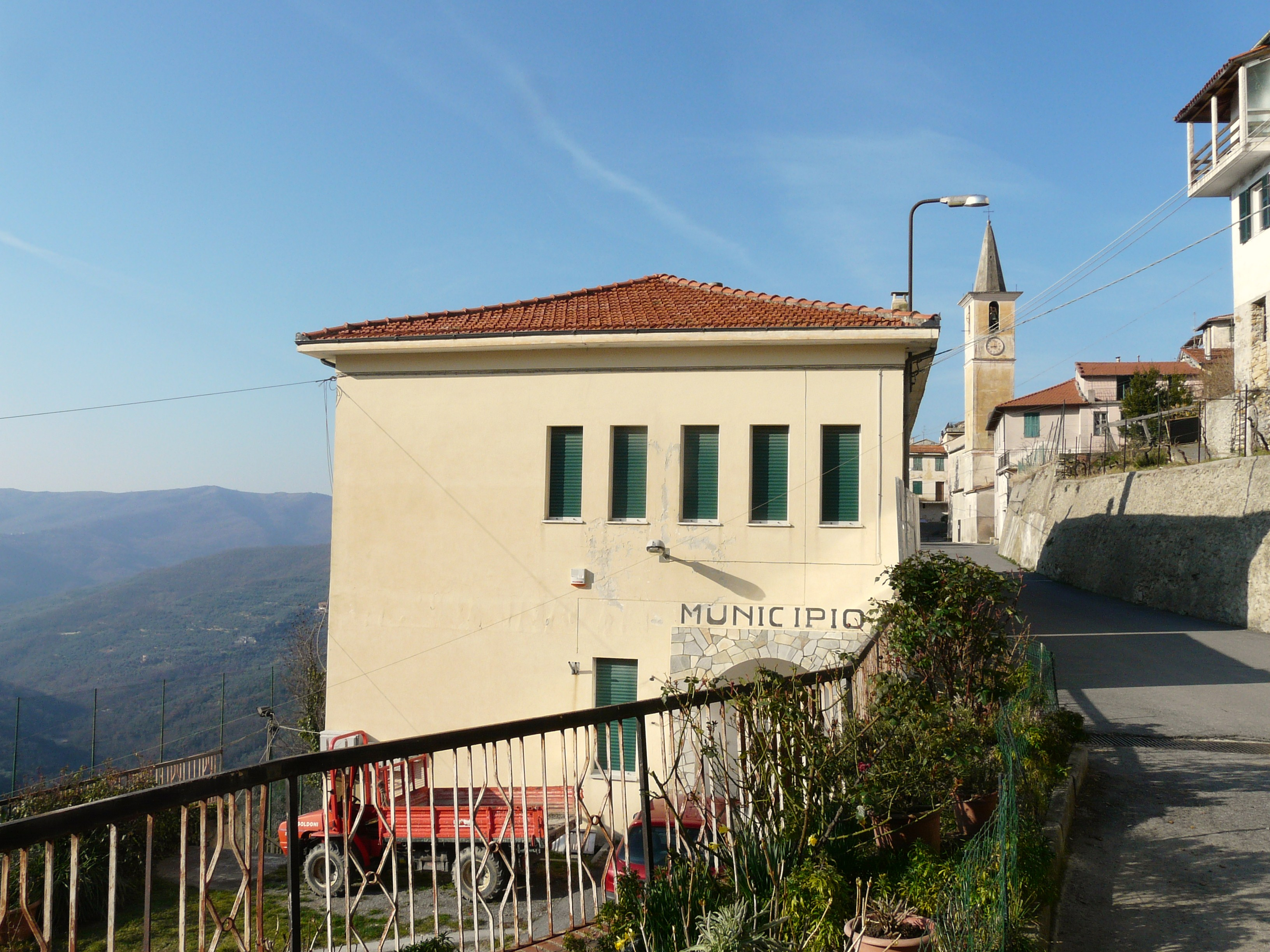
Il municipio

| Periodo        | Periodo        | Primo cittadino      | Partito                                             | Carica  | Note   |
| -------------- | -------------- | -------------------- | --------------------------------------------------- | ------- | ------ |
| 19 luglio 1985 | 3 giugno 1990  | Ernesto De Guglielmi | Democrazia Cristiana                                | Sindaco |        |
| 1º luglio 1990 | 24 aprile 1995 | Ernesto De Guglielmi | Democrazia Cristiana                                | Sindaco |        |
| 24 aprile 1995 | 14 giugno 1999 | Ernesto De Guglielmi | lista civica di centro                              | Sindaco |        |
| 14 giugno 1999 | 14 giugno 2004 | Ernesto De Guglielmi | lista civica                                        | Sindaco |        |
| 14 giugno 2004 | 8 giugno 2009  | Roberto Barla        | Uniti per Cesio-Arzeno-Cartari-Colle (lista civica) | Sindaco |        |
| 8 giugno 2009  | 26 maggio 2014 | Roberto Barla        | Uniti per Cesio-Arzeno-Cartari-Colle (lista civica) | Sindaco |        |
| 26 maggio 2014 | 26 maggio 2019 | Fabio Natta          | Per Cesio (lista civica)                            | Sindaco | [ 13 ] |
| 27 maggio 2019 | 10 giugno 2024 | Fabio Natta          | Per Cesio (lista civica)                            | Sindaco |        |
| 10 giugno 2024 | in carica      | Fabio Natta          | Per Cesio (lista civica)                            | Sindaco |        |